# Herrschaft zum Westerwald
Die Herrschaft zum Westerwald war eine vom 13. bis zum 17. Jahrhundert bestehende Vogtei im Hohen Westerwald.

## Geschichte
Das Gebiet, westlich von Königshof Herborn gelegen, war ursprünglich aus dem chattischen (hessischen) Raum besiedelt worden. Die Herrschaft umfasste die Kirchspiele, zugleich Gerichts- und Zentbezirke Marienberg, Neukirch und Emmerichenhain. Ohne dass die drei Kirchspiele genannt werden, taucht ihr Gebiet in einer Urkunde vom 28. April 1048 zur Weihung der Pfarrkirche zu Haiger auf, das hier erstmals als 'Westerwald' bezeichnet wird. Der Salzburger Kopf, eine der höchsten Erhebungen des Westerwaldes, war noch 1788 Gerichtsstätte der drei Gerichte Marienberg, Emmerichenhain und Neukirch.
Ursprünglich hatte die Herrschaft zum Westerwald, in der Herboremarca (Herborner Mark) liegend, den Grafen von Gleiberg gehört. In einem heute nicht mehr klar fassbaren Prozess bildete sich im 13. Jahrhundert die Herrschaft zum Westerwald heraus, in der sich das Haus Nassau und das Haus Runkel die Herrschaft teilten. In diesem Zusammenhang wurde die Herrschaft in einer Urkunde von 1258 erstmals geografisch näher beschrieben. Bei der ebenfalls in diesem Zeitraum erfolgten Abspaltung des Hauses Westerburg von Runkel wurde diese Hälfte erneut zwischen den beiden Häusern geteilt. Nassau nahm in dieser Konstellation zunehmend eine Vormachtstellung mit vielen landesherrlichen Rechten ein. Diese Position wurde Mitte des 14. Jahrhunderts zusätzlich gestärkt, als Nassau-Beilstein seinen Anteil an der Herrschaft von Kurköln zum Lehen erhielt, und erneut 1396, als ein Schiedsspruch Nassau-Beilstein zahlreiche Abgaben und Rechte in dem Territorium zusprach und die der beiden anderen Herren weitgehend durch Geldzahlungen ersetzte.
Die Herrschaft war an ihrer Grenze im Norden und Nordosten durch ein Gebück geschützt, an manchen Stellen auch durch einen breiten Graben mit aufgeworfenem Wall (Landwehr). An einigen Stellen waren Durchlässe angebracht, die über Falltore verfügten. Einen solchen Durchlass soll es auch an der Grenze am Großen Wolfstein westlich von Obermarienberg gegeben haben. In einem Protokoll hieß es:

„Von dem Grenzstein auf dem hintersten Galgenpüsch die Mauer entlang, forters auf die Lücke zu, welche ober dem Wolfstein in der Mauer ist, allwo vor alters ein Thor gehangen hat.“

In den zahlreicheren Ansiedlungen im Süden der Herrschaft an der Nister waren solche besonderen Grenzwehren nicht erforderlich.
Jede Gemeinde verfügte frei über die Dorfmark und ließ eigene Schutzanlagen bewachen. Seit dem 15. Jahrhundert fingen die Landesherren an, in diese Verwaltung einzugreifen und z. B. für die Benutzung der Wälder Ordnungen zu erlassen; Missbräuche lieferten den Vorwand.
Im Verlauf des 15. und 16. Jahrhunderts hatte Nassau-Beilstein, in dessen Händen der Nassauer Anteil zu diesem Zeitpunkt lag, Runkel und Westerburg zunehmend aus ihren Hoheitsrechten verdrängt und auch von gemeinsamen Vogtleuten Schatzungen erhoben. Nachdem die Herrschaft 1561 an Nassau-Dillenburg gefallen war, forcierten die neuen Landesherren die vollständige Verdrängung der übrigen Herren. Nach langen Verhandlungen verzichteten Leiningen-Westerburg und Wied-Runkel im Jahr 1587 im so genannten „Limburger Abschied“ auf ihre Mitherrschaft und erhielten dafür jeweils 150 Gulden Manngeld im Jahr. Bis beide Häuser den Vertrag ratifizierten, dauerte es aber bis 1613. Damit wurde die Herrschaft Westerwald vollends in die nassauischen Territorien integriert und hörte auf zu existieren. Auch der Sonderstatus der Vogtleute wurden damit aufgehoben, so dass alle Bewohner Nassau-Dillenburger Untertanen waren, die in der Summe härter mit Abgaben und Diensten belegt wurden als zuvor.

## Bewohnerschaft und deren Rechtsstatus
Ein Teil der Bewohner der Herrschaft verfügte als Vogtleute über größere Freiheitsrechte als einfache Leibeigene. Abgaben und Dienste wurden an den Landesherrn geleistet; aber ihre Angelegenheiten verwalteten sie sonst selbständig am Landgericht zu Emmerichenhain und an den einzelnen Zentgerichten, die aber Gafengerichte waren. Die Vogtleute genossen Freiheiten in der Verfügung über das eigene Vermögen und die eigene Person; sie konnten ohne Einwilligung eines Landesherrn die Herrschaft zum Westerwald verlassen und in andere Vogteien umsiedeln. In diesem Fall zahlten sie nur für den Schutz, den sie bislang genossen hatten, den sogenannten Urlaubsschatz. Auch Formen der Leibeigenschaft – wie Besthaupt und das Buwetheil – bestanden nicht; im Archiv des Landesgerichts hieß es:

„Auch sall off Westerwalde kein Besteheudt sin noch noch nemen und nit Buwetheile, darum ist auch keyn Bosem off Westerwalde und ist diß alle wegen zo Westerwalde Recht gewest und noch ist und daby blyben soll.“

Der Bosem (Busen) war das Leibeigenschaftsrecht, wonach die Kinder aus der Ehe eines Freien mit einer Leibeigenen der Mutter folgten; auf dem Westerwald wurden auch diese Kinder Vogtleute oder Naussau-Beilsteiner Eigenleute, wenn einer der beiden Elternteile über diesen Status verfügte. Dies führte dazu, dass während des Bestehens der Herrschaft die Zahl der Vogtleute und der Nassau-Beilsteiner Eigenleute anwuchs, während die der Eigenleute anderer Herren zurückging. Vogtleute aus anderen Vogteien blieben beim Zuzug in die Herrschaft Vogtleute. Zuzügler, an denen kein Herr Rechte geltend machte, wurden ebenfalls zu Vogtleuten.
Bei der Mehrheit der Leibeigenen handelte es sich um Nassau-Beilsteiner Eigenleute. Dazu kamen Eigenleute der fünf Freihände, der Grafschaft Diez, den Grafen von Wied, den Herren von Weidenhahn, von Schönhals und von Greifenstein. Ihnen stand das Einzugsrecht zu, d. h., sie konnten eine bestimmte Anzahl ihrer Leute in das Gebiet der Herrschaft zum Westerwald verpflanzen und sie mit Abgaben und Diensten belegen.
In einem Bericht des Amtmannes in Beilstein werden drei Personengruppen auf dem Westerwald aufgeführt:
1. Eigenleute und ihre Häuser, die Egenhöf. Diese seien "niemand etwas zu geben pflichtig"; "es sind der Eigenhaus oder Höf 30 Haus";
2. Vogtleute und deren Häuser, Vogthöfe; Abgaben gingen an die nassauischen Herren sowie zu Westerburg und Wied zur Hälfte; der Bericht nennt "in Emmerichenhain 54 Haus, Mergenberg (Marienberg) 45 Haus, Neukirchen (Stein-Neukirch) 30 Haus";
3. Mönchsleute (drei Häuser), die Abgaben an das Kloster zu Mergenstatt (Kloster Marienstatt) entrichten; ferner müssen sie Zins und Renten wie auch die westerburgischen Eigenleute, von denen der Bericht im Westerwald keine aufführt.[Heyn 3]

Über das gesamte Bestehen der Herrschaft lassen sich rechtliche Auseinandersetzungen zwischen den drei Herren, den fünf Freihänden und verschiedenen benachbarten Territorialherren feststellen. Neben Rechten und Abgaben ging es dabei insbesondere um den Rechtsstatus der Bewohnergruppen und ihrer Nachkommen aus verschiedenen Konstellationen.

## Territorium
Das Territorium der Herrschaft zum Westerwald umfasste drei Kirchspiele, die zugleich Zentbezirke waren. Die zugrunde liegende Aufstellung aus dem Jahr 1799 nennt auch die teilweise schon im Mittelalter untergegangenen zugehörigen Orte sowie alte Ortsbezeichnungen:
Zent Marienberg
| - Bach - Bölsberg - Eichenstruth - Erbach (Erlebach) - Fehl (zum Felde) - Giebelhausen (Wüstung) - Gielhayn (Wüstung) - Großseifen (Grauseiffen, Graensyffen) - Hardt (Harth) - Hinterhofen (Wüstung) - Hof - Illfurt (Elsfurt) - Kaldenborn (Wüstung) | - Korb - Langenbach - Marienberg - Pfuhl - Ritzhausen (Rytzhusen) - Rodenberg (Wüstung) - Scheydongen (Wüstung) - Stangenrod (Stangenroth) - Stockhausen - Unnau (Unna) - Wartenberg (Wüstung) - Zinhain (Zinnhayn, Zenen) |

Zent Neukirch
| - Bretthausen (Bredehusen) - Kotzhausen (Wüstung) - Kramphusen (Wüstung) - Löhnfeld (Lynfeld, Lyntfeld) | - Neukirch (Neuenkirchen) - Stein - Willingen (Wildongen) |

Zent Emmerichenhain
| - Breidenbach (Wüstung) - Emmerichenhain (Embirchenhagene) - Homberg (Hoensberge, Hoembberg) - Kindschue (Königshub, Wüstung) - Möhrendorf (Merendorf, Moverendorf) - Murndorf (Wüstung) - Niederroßbach | - Nister - Oberroßbach - Rehe (Rey) - Salzburg (Salzperch) - Waigandshain (Wynanzhayn) - Zehnhausen |